# Ground Zero
Ground-Zero（グラウンド・ゼロ）は、大友良英が率いる日本のバンドである。

## 経歴
ジョン・ゾーンのCOBRAの演奏をきっかけに結成され、1990年から1998年まで活動した。
主な作品に『革命京劇』などがある。

## ディスコグラフィ

### スタジオ・アルバム
- 『GROUND-ZERO』 - Ground-Zero (1992年)
- 『Null And Void』 - Null & Void (1995年)
- 『革命京劇』 - Revolutionary Pekinese Opera (1995年)
- 『革命京劇 Ver.1.28』 - Revolutionary Pekinese Opera Ver. 1.28 (1996年)
- 『CONSUME RED〜GROUND-ZEROを消費せよ!』 - Consume Red (1997年)[4]
- 『プレイズ・スタンダーズ』 - Plays Standards (1997年)

### ライブ・アルバム
- 『融解GIG -LAST CONCERT-』 - Last Concert (1999年)[5]
- 『LIVE 1992+』 - Live 1992+ (2007年)

### コンピレーション・アルバム
- 『Conflagration〜炎上』 - Conflagration (1997年)
- 『CONSUMMATION〜剰余・成仏・成儒』 - Consummation (1998年)

### シングル
- "Live Mao '99" (1995年) ※Bästardとのスプリット盤
- 「革命京劇」 - "Revolutionary Pekinese Opera Ver. 1.50" (1996年)